# Nemotelus arabistanicus
Nemotelus arabistanicus är en tvåvingeart som beskrevs av Pleske 1937. Nemotelus arabistanicus ingår i släktet Nemotelus och familjen vapenflugor.
Artens utbredningsområde är Iran. Inga underarter finns listade i Catalogue of Life.